# HexChat
HexChat est un logiciel client de messagerie instantanée utilisant le protocole IRC pour Windows, OS X et Linux. C'est un fork actif et gratuit de XChat, ce dernier n'étant plus maintenu depuis 2012. En 2024, l'équipe annonce l'arrêt de son développement.

## Aspect général

### Histoire
XChat-WDK (« WDK » pour Windows Driver Kit (en)), a été créé par Berke Victor en 2010. En 2012, le programme est renommé HexChat car il devient multi-plateforme.

### Présentation
HexChat permet de se connecter à des serveurs IRC, appelés des « réseaux », dans le but de joindre des salons de discussion. Les discussions instantanées sont exclusivement textuelles mais on peut aussi envoyer des fichiers à travers le protocole DCC.
À l'inverse de XChat, qui est devenu payant en 2004, HexChat est gratuit.

### Fonctionnalités
- Facile d'utilisation et très personnalisable avec des thèmes
- Multi-plateforme
- Accepte les scripts en Python et Perl
- Support des protocoles SSL et DCC
- Traduit en plusieurs langues dont le français
- Open-source et en développement actif
- Tâches automatisées (joindre un réseau, un salon et s'identifier) possibles
- Connexion sur plusieurs réseaux et salons prise en charge
- Multiples plugins disponibles